# Cutremurele din Turcia și Siria din 6 februarie 2023
La 6 februarie 2023, la ora 04:17 TRT, un cutremur de 7,8 Mw a lovit sudul și centrul Turciei și nordul și vestul Siriei. Epicentrul a fost la 32 km la vest-nord-vest de Gaziantep. Cutremurul a avut o intensitate maximă Mercalli de XI (Extrem) și a fost urmat de un cutremur de 7,7 Mw la ora 13:24. Acest cutremur a fost centrat la 95 km la nord-nord-est de primul, în provincia Kahramanmaraș. S-au înregistrat pagube pe scară largă și zeci de mii de victime.
Cutremurul de 7,8 Mw a fost cel mai puternic cutremur din Turcia de la cutremurul de aceeași magnitudine din 1939 de la Erzincan și, împreună, al doilea cel mai puternic cutremur înregistrat în țară, după cutremurul din 1668 din Anatolia. A fost, de asemenea, unul dintre cele mai puternice cutremure înregistrate vreodată în Levant. A fost resimțit până în Egipt, Israel, Palestina, Liban, Cipru și pe coasta turcă a Mării Negre. În cele trei săptămâni care au urmat au avut loc peste 10.000 de replici. Secvența seismică a fost rezultatul unei falii de alunecare superficială.
Pagubele s-au extins pe o suprafață de aproximativ 350.000 km pătrați. Se estimează că au fost afectate 14 milioane de persoane, adică 16% din populația Turciei. Experții în dezvoltare din cadrul Organizației Națiunilor Unite au estimat că aproximativ 1,5 milioane de persoane au rămas fără adăpost.
În urma cutremurelor, până la 20 martie 2023, mai mult de 57.355 de persoane au fost ucise și peste 121.700 au fost rănite. Uniunea Europeană și-a activat mecanismul de răspuns la criză pentru a coordona mai rapid măsurile de sprijin ale blocului pentru Turcia și Siria, după cutremurele devastatoare.